# Socjalizacja antycypująca
Socjalizacja antycypująca (socjalizacja wyprzedzająca) - proces aspirowania do pewnej grupy społecznej, do której jednostka chciałaby należeć, naśladowanie jej członków w zakresie norm i reguł, cech zewnętrznych, sposobów zachowania, a zwłaszcza sposobu i stylu życia. Właśnie tym procesem uzasadnia się skłonność biednych farmerów, korzystających z pomocy socjalnej, do głosowania na konserwatystów (redukujących zasiłki). 

## Literatura
- Szacka, Barbara (2002) Wprowadzenie do socjologii, Warszawa
- Frank, Thomas (2004) What's the Matter with Kansas? How Conservatives Won the Heart of America, Metropolitan Books